# Зональная улица (Москва)
Зона́льная улица — улица на севере Москвы в районе Лианозово Северо-Восточного административного округа, между МКАД и Псковской улицей. До 1977 года — Шоссейная улица, переименована по своему положению между технической и производственной зонами застройки района.

## Расположение
Зональная улица начинается вблизи 83-го км Московской кольцевой автодороги у улицы Белякова, проходит на юг, справа отходит улица Доронина, пересекает улицу Каманина, Псковскую, Шмидта и Молокова, поворачивает на юго-запад и заканчивается на той же Псковской улице. Автомобильное движение по улице начинается от улицы Каманина. Раньше улица полностью входила в дачный посёлок имени Ларина, сейчас разделяет его и современную городскую застройку.